# 业广地产公司大楼
业广地产公司大楼是中国上海的历史建筑，位于今黄浦区滇池路120-124号，四川中路，建于1907-1908年，由通和洋行设计，英国安妮女王建筑风格，清水红砖建筑，砖工细腻，5层。现为电视社杂志社。
1994年，业广地产公司大楼被列为第二批上海市优秀历史建筑，编号A-Ⅲ-017。